# Linchamento de Thomas Shipp e Abram Smith

Thomas Shipp e Abram Smith, 7 de agosto de 1930.

Thomas Shipp e Abram Smith foram dois homens afro-americanos  que foram linchados em 7 de Agosto de 1930 em  Marion,  Indiana. Eles foram presos na noite anterior, suspeitos de roubar e assassinar um operário chamado Claude Deeter e estuprar sua namorada, Mary Ball. Uma grande multidão invadiu a cadeia com marretas, bateu em ambos, e os enforcou. Quando Abram Smith tentou libertar-se da corda, ele foi abaixado e teve seus dois braços quebrados para impedi-lo de tentar libertar-se novamente. Os Policiais que estavam  no meio da multidão colaboraram com o linchamento. Uma terceira pessoa,  de 16 anos,   James Cameron, escapou por pouco de linchamento graças a um participante não identificado que anunciou que ele não tinha relação com o assassinato. Um fotógrafo local,  Lawrence Beitler, tirou uma foto dos corpos pendurados em uma árvore cercados por uma grande multidão; milhares de cópias da foto foram vendidas.

## Esclarecimentos
Cameron afirmou em entrevistas que Shipp e Smith realmente tinham começado  a roubar um homem, que depois foi supostamente encontrado morto. Ele diz que  fugiu quando percebeu o que estava acontecendo.  Mary Ball testemunhou mais tarde que ela não tinha sido  estuprada, ao contrário das acusações contra os três homens.

## Museu
Em 1988, Cameron tornou-se fundador e diretor da America's Black Holocaust Museum, um museu em Milwaukee, Wisconsin, dedicado a retratar a história de linchamentos nos Estados Unidos.
Em 1937 Abel Meeropol, um professor judeu de Nova Iorque, viu a fotografia. Meeropol mais tarde afirmou que a foto o "assombrou por dias" e o inspirou a escrever o poema "Strange Fruit". Esse poema foi publicado na New York Teacher e depois na revista New Masses, tendo em ambos usado o pseudónimo Lewis Allan. O poema tornou-se a base da letra da canção de mesmo nome, que ficou famosa na voz de Billie Holiday. A canção alcançou a posição numero 16 das paradas em julho de 1939.

## Livros
- An American Dilemma by Gunnar Myrdal (Harper and Brothers, 1944);
- A Time of Terror: A Survivor’s Story by James Cameron (Black Holocaust Museum) (Black Classics Press, 1982). This book has an account of this lynching, by the man who escaped.
- Lynching in the Heartland by James Madison (St. Martin’s Press, 2000) ISBN 0-312-23902-5.
- Without Sanctuary: Lynching Photography in America by James Allen, Hilton Als, et al. (Twin Palms Publishers, 2000). Book corresponding to web site cited below.
- The God Moment by Alan D. Wright